# Stenocoryne
Stenocoryne é um género botânico pertencente à família das orquídeas (Orchidaceae).